# Corbasca
Corbasca è un comune della Romania di 5 792 abitanti, ubicato nel distretto di Bacău, nella regione storica della Moldavia.
Il comune è formato dall'unione di 7 villaggi: Băcioiu, Corbasca, Marvila, Pogleț, Rogoaza, Scărișoara, Vâlcele.